# Ламбет
Ла́мбет (англ. Lambeth) — район у центрі Лондона, розташований на південному березі Темзи навпроти Вестмінстерського палацу в однойменному боро. З Вестмінстером його сполучає міст Ватерлоо. На набережній Ламбета стоїть вокзал Ватерлоо — від нього йдуть поїзди на Європу і походить популярна серед місцевого населення друга назва Ламбета — Ватерло́о (англ. Waterloo). 
Ламбет відомий так званими «Дев'ятьма ламбетськими статтями», укладеними в 1598 році як доповнення до 39 статей англіканського віросповідання. 
До 1889 року Ламбет був звичайним селом у складі графства Суррей, за межею міста. Нині, окрім помпезного адміністративного комплексу Каунті-хол і історичної лікарні святого Хоми, серед пам'яток Ламбета — Королівський фестивальний зал, зведений в 1951 році, Королівський національний театр бруталістської архітектури (принц Чарльз називає його «безформною купою бетону» і «атомною станцією в центрі Лондона») і гігантське колесо огляду «Лондонське око». Як місця для прогулянок широко відомі місцеві парки — в Кеннінгтоні (з 1724 року тут проводяться крикетні матчі) і Воксхоллі (від нього походить російське слово «вокзал»). Також у Ламбеті розташована головна резиденція архієпископів Кентерберійських — Ламбетський палац. 
| Велика Британія | Це незавершена стаття з географії Великої Британії. Ви можете допомогти проєкту, виправивши або дописавши її. |